# Kladurovo
Kladurovo (cyr. Кладурово) – wieś w Serbii, w okręgu braniczewskim, w gminie Petrovac na Mlavi. W 2011 roku liczyła 469 mieszkańców.